# Condado de Lincoln (Kansas)
El condado de Lincoln (en inglés: Lincoln County), fundado en 1887, es uno de 105 condados del estado estadounidense de Kansas. En el año 2009, el condado tenía una población de 9,335 habitantes y una densidad poblacional de 6 personas por km². La sede del condado es Lincoln Center. El condado recibe su nombre en honor a Abraham Lincoln.

## Geografía
Según la Oficina del Censo, el condado tiene un área total de 1865 km² (720,1 mi²), de la cual 1862 km² (718,9 mi²) es tierra y 3 km² (1,158301158301 mi²) (0.15%) es agua.

### Condados adyacentes
- Condado de Mitchell (norte)
- Condado de Ottawa (este)
- Condado de Saline (sureste)
- Condado de Ellsworth (sur)
- Condado de Russell (oeste)
- Condado de Osborne (noroeste)

## Demografía
Según la Oficina del Censo en 2000, los ingresos medios por hogar en el condado eran de $30,893, y los ingresos medios por familia eran $36,538. Los hombres tenían unos ingresos medios de $24,681 frente a los $20,000 para las mujeres. La renta per cápita para el condado era de $15,788. Alrededor del 9.70% de la población estaban por debajo del umbral de pobreza.

## Transporte

### Autopistas principales
- Interestatal 70
- U.S. Route 40
- Ruta Estatal de Kansas 14
- Ruta Estatal de Kansas 18
- Ruta Estatal de Kansas 232
- Ruta Estatal de Kansas 252

## Localidades
Población estimada en 2004;
- Lincoln Center, 1,270 (sede)
- Sylvan Grove, 301
- Beverly, 193
- Barnard, 119

### Municipios
El condado de Lincoln está dividido entre 20 municipios. El condado no tiene a ninguna ciudad independiente a nivel de gobierno, y todos los datos de población para el censo de las ciudades son incluidas en el municipio.

## Educación

### Distritos escolares
- Lincoln USD 298
- Sylvan Grove USD 299